# Perseus Project
The Perseus Project è il progetto di biblioteca digitale, portato avanti dalla Tufts University, situata a Medford/Somerville vicino a Boston, nel Massachusetts, che mette insieme collezioni di risorse relative al campo degli studi umanistici. Il sito rappresenta in primo luogo uno straordinario repertorio di testi greci e latini, spesso corredati dalla traduzione in inglese e da un opportuno commento critico.

## Storia
Il progetto ebbe inizio nel 1987 con il fine di raccogliere materiali per lo studio dell'antica Grecia. Ha pubblicato due CD-ROM e, nel 1995, ha pubblicato sul World Wide Web la Perseus Digital Library. Il progetto è andato ben oltre il suo scopo iniziale: le attuali raccolte coprono l'antichità classica greco-romana, la storia americana del XIX secolo, il Rinascimento inglese, gli scritti di Edwin Bolles, la cultura araba, la poesia in lingua latina dell'Umanesimo e del Rinascimento italiano, materiali relativi alla tradizione germanica e la storia della Tufts University.
Editor-in-chief del progetto, fin dalla fondazione del Perseus Project, è Gregory Crane, titolare della Tufts Winnick Family Chair in Technology and Entrepreneurship.

## Web hosting, mirroring e formato di archiviazione
È ospitato dal Department of Classics dell'università. A causa di frequenti problemi di hardware, le risorse offerte sono spesso non disponibili. Il progetto è accessibile anche attraverso i mirror di Berlino e Chicago.
Le opere in greco antico sono archiviate in beta code, ma possono essere convertite per la visualizzazione in diversi sistemi di trascrizione.

## Diritti di riproduzione
Il Perseus Project sostiene l'open source, e ha pubblicato codice su SourceForge. Tutti i testi e i materiali considerati di pubblico dominio sono disponibili per il libero download in formato XML su Perseus 4.0. Perseus è un membro attivo della Open Content Alliance e sostenitore dell'Internet Archive.
I diritti di riutilizzazione di alcuni contenuti, immagini o testi, sono limitati in base agli accordi stipulati con i detentori del diritto.

## Esempi di contenuti

### Antichità greco romane
- Panoramica, su perseus.tufts.edu.
  - Greek and Roman Materials - Table og contents - Testi (489), fonti secondarie (112), immagini museali (febbraio 2008)
    -       - The Princeton Encyclopedia of Classical Sites, (eds. Richard Stillwell, William L. MacDonald, Marian Holland McAllister)
- Catalogo di arte e archeologia, su perseus.tufts.edu.
  -  Perseus Sculpture Catalog, su perseus.tufts.edu.
  -  Perseus Vase Catalog, su perseus.tufts.edu.
  - Perseus Building Catalog - repertorio di edifici antichi
  - Perseus Site Catalog - Repertorio di luoghi
  -  Perseus Coin Catalog, su perseus.tufts.edu.
  -  Perseus Gem Catalog, su perseus.tufts.edu.